# فرانك فوستر
فرانك فوستر (31 يناير 1889 في المملكة المتحدة - 3 مايو 1958 بنورثامبتون في المملكة المتحدة) (بالإنجليزية: Frank Foster)‏ هو لاعب كريكت بريطاني (وحمل سابقاً جنسية المملكة المتحدة لبريطانيا العظمى وأيرلندا). شارك مع منتخب إنجلترا للكريكت.

## وصلات خارجية
- فرانك فوستر على موقع إي آس بي آن كريك إنفو (الإنجليزية)